# Зайцев, Николай Ильич
Никола́й Ильи́ч За́йцев (1918—1995) — старший лейтенант Советской Армии, участник Великой Отечественной войны, Герой Советского Союза (1946).

## Биография
Николай Зайцев родился 30 июля 1918 года в селе Старовоскресеновка (ныне — Борисоглебский городской округ Воронежской области). После окончания школы фабрично-заводского ученичества работал слесарем в вагонном депо станции Сарепта. В 1938 году Зайцев был призван на службу в Рабоче-крестьянскую Красную Армию. В 1940 году он окончил Сталинградскую военную авиационную школу пилотов, в 1942 году — Краснодарское военное авиационное училище. С октября 1943 года — на фронтах Великой Отечественной войны.
К концу войны старший лейтенант Николай Зайцев был заместителем командира эскадрильи 208-го штурмового авиаполка 227-й штурмовой авиадивизии 8-го штурмового авиакорпуса 8-й воздушной армии 4-го Украинского фронта. К тому времени он совершил 166 боевых вылетов на штурмовку и бомбардировку скоплений войск и боевой техники противника, его важных объектов. Лично уничтожил более 30 вражеских танков, около 90 автомашин, 11 складов, подавил огонь 4 артиллерийских батарей.
Указом Президиума Верховного Совета СССР от 15 мая 1946 года старший лейтенант Николай Зайцев был удостоен высокого звания Героя Советского Союза с вручением ордена Ленина и медали «Золотая Звезда».
В 1948 году Зайцев был уволен в запас. Проживал в городе Ровно.
Был также награждён четырьмя орденами Красного Знамени, орденами Отечественной войны 1-й и 2-й степеней, рядом медалей.